# Voslapper Groden-Nord
Voslapper Groden-Nord ist der Name eines Naturschutzgebietes in der niedersächsischen
Stadt Wilhelmshaven.
Das Naturschutzgebiet Voslapper Groden-Nord mit dem Kennzeichen NSG WE 253 entstand in den Jahren 1973/1974 durch Eindeichung des Voslapper Grodens. Bis 1979 wurden Teilbereiche als Spülfläche genutzt. Die ursprünglich für Industrieansiedlungen geplanten Flächen konnten nicht alle vermarktet werden und so entwickelte sich auf den nicht genutzten Flächen eine Biotopenvielfalt, die insbesondere geschützten Vogelarten günstige Lebensbedingungen bietet.
Folgende geschützte Vogelarten sind im NSG zu finden:
- Rohrdommel (Botaurus stellaris)
- Tüpfelsumpfhuhn (Porzana porzana)
- Blaukehlchen (Luscinia svecica)
- Rohrschwirl (Locustella luscinioides)
- Schilfrohrsänger (Acrocephalus schoenobaenus)
- Wasserralle (Rallus aquaticus)

Das Naturschutzgebiet liegt im Voslapper Groden südlich des PVC-Werkes und nördlich der Wilhelmshavener Raffinerie. Die Fläche des Naturschutzgebiets beträgt 267 Hektar. Das Gebiet steht seit dem 17. Mai 2007 unter Naturschutz. Zuständige untere Naturschutzbehörde ist die Stadt Wilhelmshaven.